# Рутены (кельтское племя)

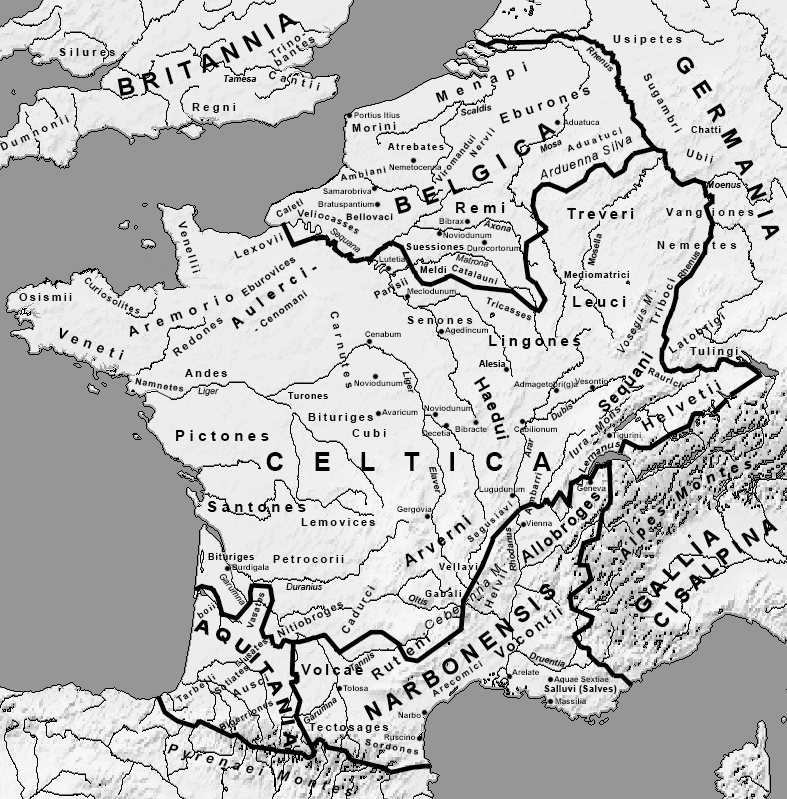
Галлия и её племена

Руте́ны (лат. rut(h)ēni) — кельтское племя в античной Галлии, жившее в современной южной Франции в окрестностях современного города Родез. Встречаются у Цезаря в «Записках о Галльской войне», у Плиния Старшего и других римских авторов.

## В современных языках
От названия племени происходит название города Родез, жителей города по-французски зовут Ruthénois.
Из-за схожести названия племени и слова русь, начиная с XII века в Западной Европе рутенами и соответственно Рутенией (лат. Rut(h)enia) называли восточных славян и Русь (а позднее и Россию). От этого западноевропейского названия Росси-Рутении произошло название химического элемента рутения.